# Frederic Amat i Noguera
Frederic Amat i Noguera (Barcelona 1952) és un artista i escenògraf català.
Va néixer el 1952 a la ciutat de Barcelona, on va estudiar disseny de decorats i arquitectura al costat de Fabià Puigserver. Al final de la dècada del 1970 realitza diversos viatges fins a Àfrica i Amèrica del Nord, on descobreix el seu interès per les arts escèniques.

## Obra

### Obra pictòrica

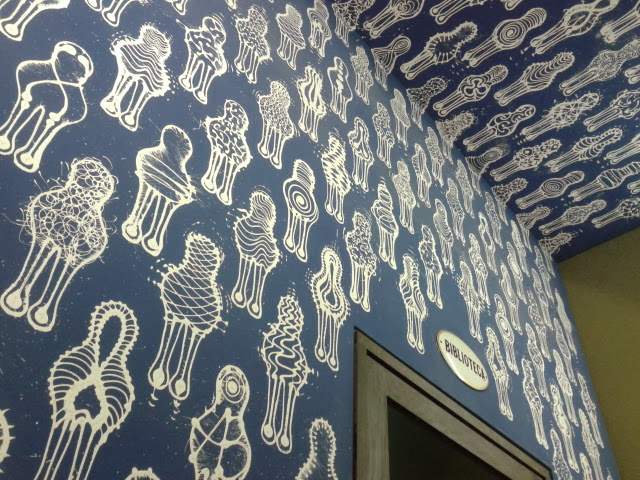
«La Porta dels lectors» a l'Ateneu Barcelonès (2007)

A la dècada del 1970 inicià la seva obra pictòrica de tendència experimental i conceptual. Influenciat per Antoni Tàpies i Joan Miró. Amat utilitza els colors la pintura amb finalitat expressiva, sotmetent les seves teles a un procés manipulatiu en el qual utilitza tota mena de tècniques: collage, assemblatge o resina, entre d'altres.
L'any 2005 fou l'encarregat de dissenyar el trofeu que acredita els guanyadors del Premi Internacional Terenci Moix, realitzant per l'ocasió un peix de fang amb el segell del premi envoltat per una serigrafia.
L'any 2007 va ser guardonat amb el Premi Nacional d'Arts Visuals, concedit per la Generalitat de Catalunya, per l'exposició realitzada a la Galeria Carles Taché en la qual va reunir la seva obra pictòrica, escultòrica i multimèdia. Aquell mateix any va decorar el vestíbul d'accés a la biblioteca de l'Ateneu Barcelonès amb el mural «La Porta dels lectors».

### Obra escenogràfica
Des de 1986 ha col·laborat com a dissenyador de l'espai escènic, decorats i vestuari, en espectacles de teatre i dansa:

#### Disseny de l'espai escènic/vestuari
- 1986: El público, de Federico García Lorca. En col·laboració amb Fabià Puigserver. Direcció: Lluís Pasqual. Piccolo Teatro di Milano (Milà) i Centro Dramático Nacional (Madrid).
- 1988: Belmonte. Coreografia i direcció: Gelabert/Azzopardi. Mercat de les Flors.
- 1989: Catón, de Fernando Savater. Direcció: María Ruiz. Amfiteatre Romà de Mèrida.
- 1992: Tirano Banderas, de Ramón del Valle-Inclán. Direcció: Lluís Pasqual. Odeon Théatre de l'Europe (París).
- 1992 - Col·laboració en la cerimònia d'inauguració dels Jocs Olímpics de Barcelona.
- 1993: Roberto Zucco, de Bernard-Marie Koltès. Direcció: Lluís Pasqual. Teatre Lliure.
- 1993: El jardiner. Coreografia i direcció: Gelabert/Azzopardi. Música: Carlos Miranda. Mercat de les Flors.
- 1994: El amor brujo, de Manuel de Falla. Coreografia i direcció: Víctor Ullate. Teatro de la Maestranza. Sevilla.
- 1995: Els bandits, de Friedrich Schiller. Direcció: Lluís Homar. Teatre Lliure, Mercat de les Flors.
- 1996: Haciendo Lorca. Direcció: Lluís Pasqual. Teatro Lope de Vega (Sevilla), Centro Dramático Nacional (Madrid) i Odeon Theatre de l'Europe (París).
- 1999: Tot esperant Godot, de Samuel Beckett. Direcció: Lluís Pasqual. Teatre Lliure.
- 2002: Preludis, coreografia i interpretació: Cesc Gelabert, Gelabert-Azzoparti Cia. de Dansa. Hebbel-Theater (Berlín).

### Direcció escènica
- 1998: Zum-zum-ka. Idea i direcció amb Cesc Gelabert i espai escènic. Palacio Carlos V (Granada).
- 2001: Oedipus Rex, de Stravinsky i Cocteau. Direcció, espai escènic i vetuari. Palacio Carlos V (Granada).

### Pel·lícules dirigides
- 1998: Viaje a la Luna (curtmetratge), text de Federico García Lorca i música de Pascal Comelade. Amb Òscar Bosch, Marta Carrasco, Adrià Collado, Daniel González, i Julio Manrique.
- 2000: Foc al càntir (curtmetratge), text de Joan Brossa i música de Carles Santos. Amb Ariadna Cabrol, Enric Casasses, Hèctor Garcia, Teresa Gimpera, i Blai Llopis.